# Oxira perturbata
Oxira perturbata là một loài bướm đêm trong họ Noctuidae.